# Зв'язок (фільм, 2013)
«Зв'язок», досл. «Когерентність» (англ. Coherence) — американо-британський науково-фантастичний трилер 2013 р., режисерський дебют Джеймса Ворда Біркіта. Прем'єра відбулась 19 вересня на кінофестивалі фантастичних фільмів в Остіні (англ. Austin Fantastic Fest). У головних ролях — Емілі Балдоні, Морі Стерлінг, Ніколас Брендон, Елізабет Грейс, Алекс Манугіан, Лорен Махер, Уго Армстронг та Лорен Скафарія. У ніч астрологічної аномалії вісім друзів на званій вечері стають учасниками низки дивних і загадкових подій.

## Сюжет
Три пари — Емілі і Кевін, Х'ю і Бет, Амір і Лорі — відвідують вечірку в будинку своїх друзів Майка та Лі. На шляху до вечірки мобільний телефон Ем (скор. від Емілі) втрачає зв'язок, а екран руйнується. Вона звинувачує в цьому комету, що наближається, про яку згадують в новинах. Дівчина розповідає іншим історію про те, як у минулому столітті попередня комета стала причиною дивних явищ. Над її словами жартують, але згодом гості виявляють, що жоден з їхніх телефонів не має зв'язку, а екран у Х'ю теж пошкоджений.
Х'ю хоче зв'язатися зі своїм братом, фізиком, який попереджав його про можливі ефекти від комети. У цю мить в будинку вимикається світло. Група запалює свічки та і відкриває пакет з сигнальними паличками синього свічення. Вийшовши за межі будинку, вони бачать, що в усіх сусідів теж немає електроенергії за винятком декількох кварталів від готелю. Х'ю й Амір вирішили піти в найближчий будинок, де горить світло, щоб дізнатися, чи мають вони справний телефон. Тим часом Майк зумів включити генератор та відновити електрику.
Через деякий час двоє друзів повернулись, у Х'ю незначна кровотеча на чолі, Амір же приніс коробку, яку вони знайшли біля освітленого будинку. Переляканий Х'ю пояснює, що він побачив обідній стіл, точно такий же, як у них, коли заглянув у вікно. Відкривши коробку, компанія друзів виявляє кілька простих предметів, як-от ракетку до пінг-понгу, і фотографії всіх них з випадковими цифрами, записаними на зворотньому боці. Амір здогадується, що його фото зняте у цю ж ніч, в будинку, а Ем розуміє, що числа записані її почерком.
Майк, Лорі, Ем і Кевін вирішили відвідати загадковий будинок. На шляху до нього вони проходять через область, темнішу ніж решта частина кварталу. Майк розуміє, що інший дім насправді — його власний, і заглядає всередину. Злякавшись, друзі відступають та раптом перетинаються з альтернативними версіями самих себе, тільки в тих палички світяться червоним кольором. Обидві групи розбігаються по своїх будинках.
Бет згадує, що в її автомобілі є цінна книга її дівера (швагра). Всередині неї — нотатки для лекції, яку він планував дати про багатосвітову інтерпретацію квантової механіки. Група припускає, що існують дві різні версії самих себе, які, чомусь опинилися в одній реальності внаслідок прольоту комети. Майк стає параноїдальнішим і напівжартома каже, що необхідно вбити інші версії, таким чином, це забезпечить власне виживання. Проте замість цього він вирішує шантажувати альтернативного себе крадіжкою книги про фізику з іншого будинку, залишивши записку з погрозами, де сказано, що він і Бет були у позашлюбному зв'язку. Напруга зростає ще більше, коли виявляється, що Бет підклала у зготовану їжу кетамін.
Тим часом, Амір і Х'ю, які насправді є шпигунами з іншого будинку, викрадають книгу і коробку з фотографіями та зникають. Оригінальні Х'ю й Амір повертаються, заявивши, що вони витратили час, помилково прийнявши чужий дім за власний. Група вирішує створити для себе засіб для маркування, у якому з будинків вони знаходяться. Вони використовують фотографії самих себе і потім кидають жереб, записавши номери на зворотному боці кожного фото, перш ніж покласти їх в коробку з випадково обраним предметом.
Ем дивиться на список чисел з малюнку іншого будинку й розуміє, що він написаний чорнилом іншого кольору порівняно з використаним раніше. Вона виявляє, що група, яка виходила з дому разом з нею, пам'ятає числа, які вона спочатку записала, натомість Бет і Лі — тільки нові номери. Ем приходить до висновку, що вона та частина її друзів — не в «своєму» будинку. Більше того, вона припускає, що існує більше, ніж дві їхніх версії і що кожного разу, коли вони проходять через темну область, то переходять в нову, випадкову реальність.
Під двері просувається записка. Х'ю читає її, і Майк розуміє, що це — спосіб шантажу, яким він хотів раніше скористатися. Х'ю впадає у гнів, дізнавшись, що Майк спав з його дружиною, та б'є його по голові. На нього ж нападає інша версія Майка, що вривається у двері. Емілі не витримує хаосу, що виник, вибігає на вулицю і йде в чорну область.
Вона стежить за своїми друзями, заглядаючи у вікно, кілька разів перетинаючи темну межу. Стосунки між людьми різних реальностей напружені та коливаються від нервових суперечок до насильства. Нарешті Емілі знаходить версію, де її друзі та вона ніколи не покидали будинок, щасливі і насолоджуються вечіркою. Вона б'є вікно автомобіля Х'ю, щоб виманити всіх на вулицю. Коли альтернативна версія її перевіряє своє авто, Ем присипляє її кетаміном, який вона вкрала у Бет, а потім йде всередину будинку, приєднуючись до групи. Частина друзів іде на вулицю, щоб подивитися на комету, що розвалюється, а Ем знаходить усе ще притомну альтернативну себе, яка, п'яніючи від наркотиків, заповзає у ванну кімнату. Вона гамселить її по голові та ховає в душі за шторкою, попередньо знявши обручку від Кевіна, бо свою загубила під час бійки. Залишивши ванну кімнату, Емілі непритомніє.
Наступного ранку вона прокидається і знаходить всіх своїх друзів у доброму настрої, а тіло її альтернативної версії зникло. Ем виходить за межі будинку і розмовляє з Кевіном, що повертає їй другу обручку, яку знайшов уночі. Він дивується, коли йому телефонують з номера Емілі. Відповівши на дзвінок, Кевін з підозрою дивиться на неї.

## У ролях
- Емілі Балдоні — Емілі (Ем)
- Морі Стерлінг — Кевін
- Ніколас Брендон — Майк
- Елізабет Грейсен — Бет
- Алекс Манугіан — Амір
- Лорен Махер — Лорі
- Hugo Армстронг — Х'ю
- Лорен Скафарія — Лі

## Виробництво
Спираючись на низький бюджет в $50 тис., фільм знятий протягом п'яти ночей в одному місці з діалогами, які були значною мірою імпровізовані.

## Критика
Рейтинг свіжості — 85 % на Rotten Tomatoes, ґрунтуючись на 53 оглядах.

### Нагороди
- 2013 — Кінофестиваль фантастичних фільмів в Остіні — за найкращий кіносценарій «нової хвилі»[2]
- 2013 — Кінофестиваль в Сіджесі — премія «Марія» за найкращий кіносценарій[2]
- 2013 — Кінофестиваль в Сіджесі — премія молодіжного журі за найкращий фільм[3]
- 2014 — Кінофестиваль Imagine — премія «Чорний тюльпан» за найкращий режисерський дебют[4]
- 2014 — Кінофестиваль Imagine — премія Imagine Movie Zone та спеціальна згадка[4]